# Piet van Zyl (rugby à XV, 1979)
Pour les articles homonymes, voir Piet van Zyl (homonymie) et van Zyl.
Pas d'image ? Cliquez ici

a Compétitions nationales et continentales officielles uniquement.

b Matchs officiels uniquement.
Dernière mise à jour le 17 septembre 2016.
Piet van Zyl, né le 14 mai 1979 à Worcester en Afrique du Sud, est un joueur de rugby à XV international namibien. Il évolue au poste de centre. Il mesure 1,81 m et pèse 95 kg. 
International depuis 2007, il fait partie de la sélection de Namibie qualifiée pour la coupe du monde 2007 en France, et inscrit un essai lors du premier match contre l'Irlande.

## Clubs
- Université de Stellenbosch ()
- 2001-2009 : Boland Cavaliers (Vodacom Cup, Currie Cup) ()
- 2003 : Stormers (Super 12) ()
- 2009 : Cheetahs (Super 14) ()
- 2009-2012 : CS Bourgoin-Jallieu (Top 14) ()

## Équipe de Namibie
- 19 sélections avec l'équipe de Namibie
- 3 essais (15 points)
- 1er test match le 15 août 2007 contre l'Afrique du Sud
- Sélections par année : 5 en 2007, 5 en 2009, 5 en 2010 et 4 en 2011.

Coupe du monde: 
- 2007 (4 matchs (Irlande, France, Argentine, Géorgie), 1 essai)
- 2011 (4 matchs : Fidji, Samoa, Afrique du Sud, pays de Galles)